# 基耶爾·尤金尼奧·勞格魯德·加西亞

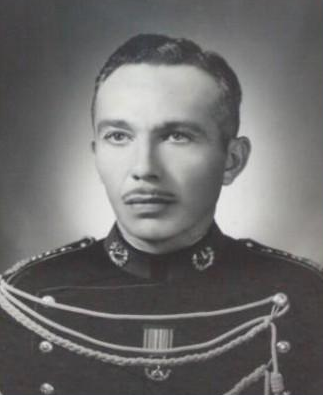
基耶爾·尤金尼奧·勞格魯德·加西亞

基耶爾·尤金尼奧·勞格魯德·加西亞（Kjell Eugenio Laugerud García，1930年1月24日—2009年12月9日）是一位瓜地馬拉政治人物。
基耶爾·尤金尼奧·勞格魯德·加西亞於1974年至1978年擔任瓜地馬拉總統。在他任內發生1976年瓜地馬拉地震，導致約23,000人喪生；1977年美國總統吉米·卡特批評勞格魯德政府與反對派的內戰嚴重危害人權，並削減支援瓜地馬拉的軍備。